# Ледовое газоконденсатное месторождение
Ледовое газоконденсатное месторождение, которое по своим запасам относится к уникальным, расположено на шельфе Баренцева моря и приурочено к центральной части Восточно-Баренцевоморского прогиба. Месторождение находится в пределах Штокмановско-Лунинской мегаседловины.
Месторождение, которое располагается в 70 км к северо-востоку от Штокмановского ГКМ, было открыто в 1992 году. Два пласта в нём — газовые, а два газоконденсатные, общая площадь залежей составляет более 500 км².
К настоящему времени на Ледовом месторождении было пробурено две поисковые скважины.